# Dorothy Gish
Dorothy Gish est une actrice américaine, née Dorothy Elizabeth Gish le 11 mars 1898 à Dayton (Ohio), morte d'une pneumonie le 4 juin 1968 à Rapallo (Ligurie, Italie).

## Biographie

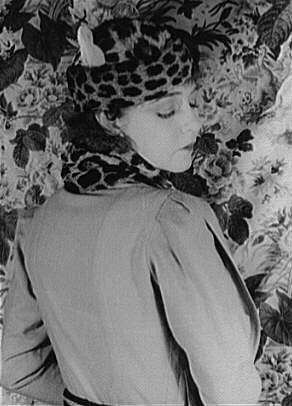
Photographiée en 1932 par Carl van Vechten

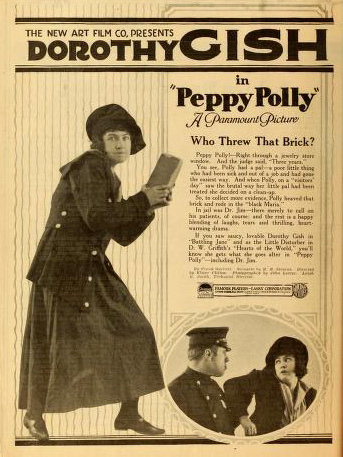
Peppy Polly (1919)

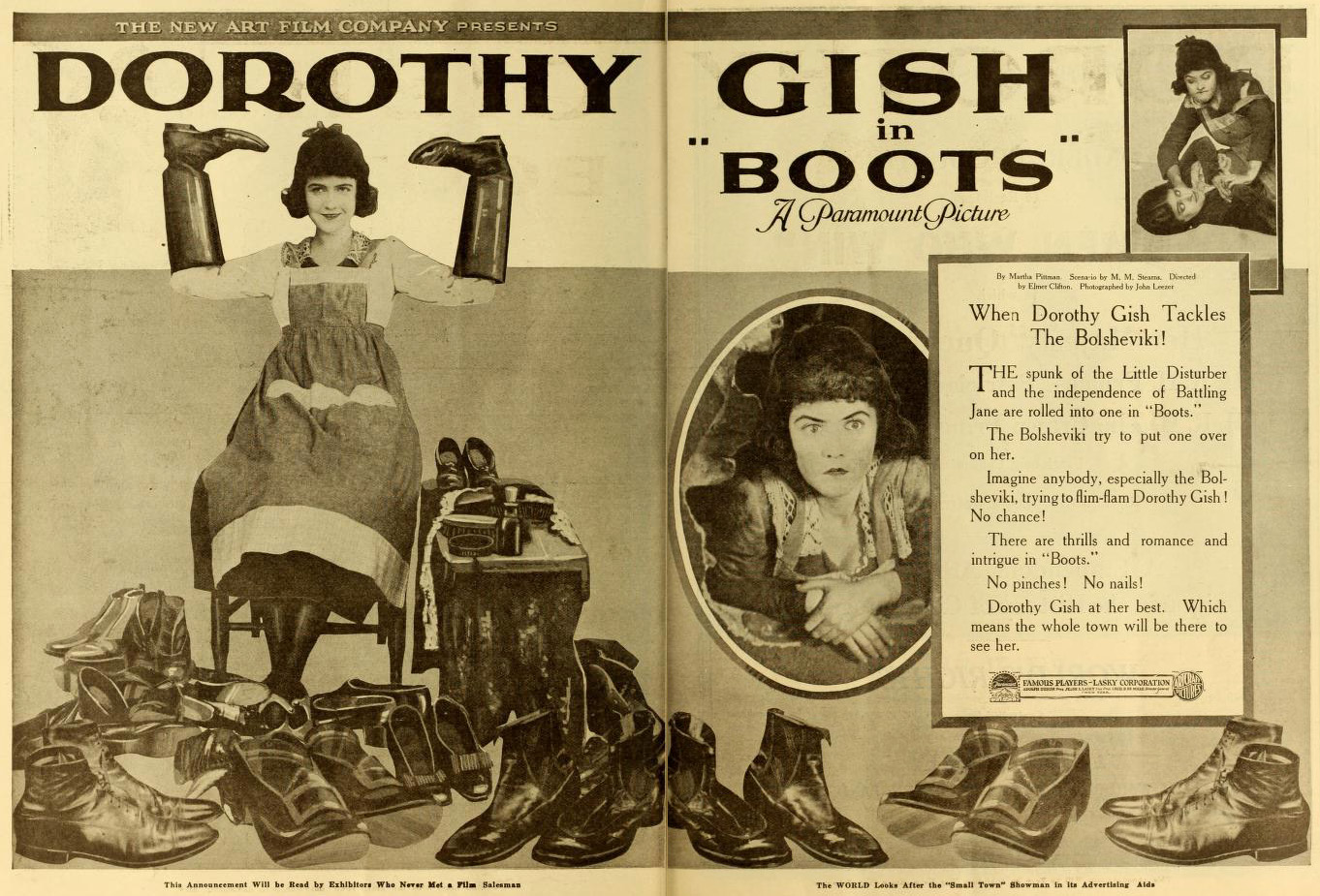
Boots (1919)

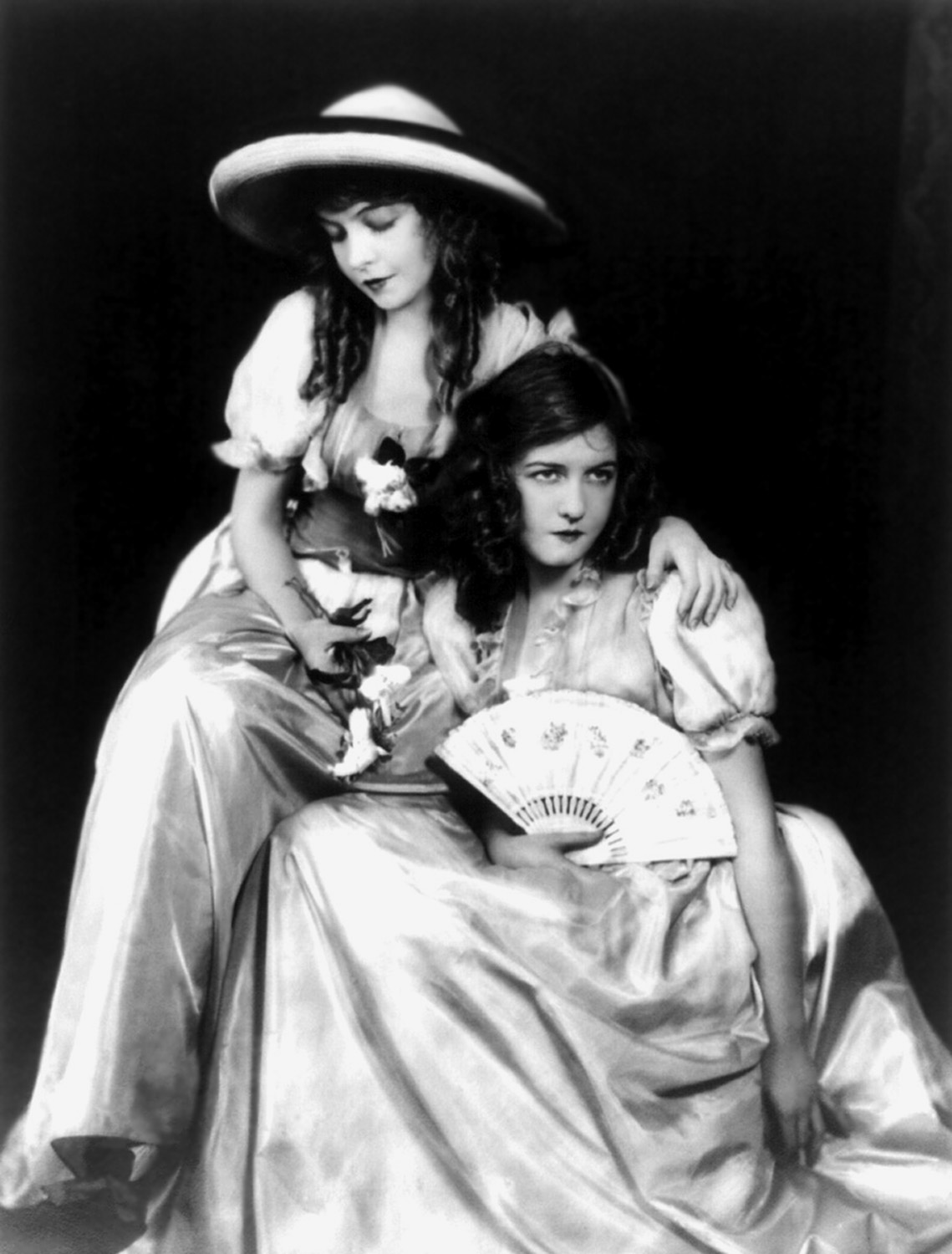
Lillian et Dorothy Gish (à d.) dans Les Deux Orphelines (1921, photo promotionnelle d'Alfred Cheney Johnston.

En 1912, Dorothy Gish et sa sœur aînée, Lillian Gish,, sont présentées par leur amie d'enfance, Mary Pickford, au réalisateur D. W. Griffith. Commence avec lui une collaboration, dès cette année 1912. Durant la période du cinéma muet, Dorothy Gish tourne de nombreux films, notamment avec sa sœur (ex. : Les Deux Orphelines de Griffith en 1921), jusqu'à un dernier film muet en 1927. Elle met alors quasiment un terme à sa carrière au cinéma (américain et britannique), hormis un premier film parlant en 1930 (Wolves, avec Charles Laughton), et seulement quatre autres ensuite (l'ultime en 1963 étant Le Cardinal d'Otto Preminger).
Dorothy Gish se consacre beaucoup au théâtre. En particulier, elle joue dans dix-huit pièces produites à Broadway, la première fois en 1928 (Young Love, mise en scène par George Cukor), la dernière fois en 1950.
Elle apparaît également à la télévision dans quelques séries, entre 1951 et 1960.

### Vie personnelle
Dorothy Gish fut mariée à l'acteur James Rennie, de 1920 à 1935, année de leur divorce.
Dorothy Gish décédée en 1968 à Rapallo repose au cimetière de l'église épiscopalienne Saint-Barthélemy de Manhattan.

## Prix, distinctions et héritage
- 1960 : cérémonie d'inscription de son étoile sur le Walk of Fame d'Hollywood Boulevard au 6385, Hollywood Boulevard[8],[9].
- 1994 : création du Dorothy and Lillian Gish Prize (en) par la volonté de Lillian Gish, ce prix d'un montant actuel  de 300 000 $ est décerné chaque année à un individu qui a "apporté une contribution exceptionnelle à la beauté du monde et à la compréhension de la vie de l’humanité"[10]. Parmi les récipiendaires figurent, entre autres,  Ingmar Bergman[11], Robert Wilson[12], Bob Dylan[13], Isabel Allende[14], Arthur Miller, Ornette Coleman[15], Peter Sellars[16], Shirin Neshat[17], Laurie Anderson[18], Robert Redford[19], Pete Seeger[20], Chinua Achebe[21], Trisha Brown[22], Anna Deavere Smith[23], Spike Lee[24], Maya Lin[25], Meredith Monk[26], Gustavo Dudamel[27], Walter Hood (en)[28]...

## Filmographie partielle

### Au cinéma
- 1912 : L'Invisible Ennemi de D. W. Griffith (Court métrage)
- 1912 : So Near, Yet So Far de D. W. Griffith (Court métrage)
- 1912 : Cœur d'apache (The Musketeers of Pig Alley), de D. W. Griffith (Court métrage) - non créditée
- 1912 : Le Chapeau de New York (The New York Hat) de D. W. Griffith (court-métrage) - non créditée
- 1913 : The Perfidy of Mary (en) de D. W. Griffith (Court métrage)
- 1913 : Red Hicks defies the World de Dell Henderson (Court métrage)
- 1913 : The Suffragette Minstrels de Dell Henderson (Court métrage, sur un scénario original de Dorothy Gish)
- 1913 : A Cure for Suffragettes d'Edward Dillon (Court métrage)
- 1914 : Liberty Belles de Dell Henderson (Court métrage)
- 1914 : A Fair Rebell de Frank Powell (Court métrage)
- 1914 : Judith de Béthulie (Judith of Bethulia) de D. W. Griffith
- 1914 : The Mysterious Shot de Donald Crisp (Court métrage)
- 1914 : The Floor Above de James Kirkwood Sr. (Court métrage)
- 1914 : Home, Sweet Home de D. W. Griffith
- 1914 : The Newer Woman de Donald Crisp (Court métrage)
- 1914 : Granny de Christy Cabanne (Court métrage)
- 1915 : An Old-Fashioned Girl de Donald Crisp (Court métrage)
- 1915 : Minerva's Mission de Paul Powell (Court métrage)
- 1915 : Jordan Is a Hard Road d'Allan Dwan
- 1915 : Old Heidelberg de John Emerson
- 1916 : Betty of Greystone d'Allan Dwan
- 1916 : Atta Boy's Last Race de George Siegmann
- 1916 : Gretchen the Greenhorn
- 1916 : Children of the Feud de Joseph Henabery
- 1917 : The Little Yank de George Siegmann
- 1917 : Her Official Fathers d'Elmer Clifton, Joseph Henabery et (non créditée) Dorothy Gish
- 1917 : Stagestruck d'Edward Morrissey
- 1918 : Cœurs du monde (Hearts of the World) de D. W. Griffith (non créditée)
- 1918 : Bas les masques ! (The Hun Within) de Chester Withey
- 1918 : Battling Jane d'Elmer Clifton
- 1919 : Boots d'Elmer Clifton
- 1919 : Nobody Home d'Elmer Clifton
- 1920 : Mary Ellen comes to Home d'Elmer Clifton
- 1920 : L'Arène conjugale (Remodeling Her Husband) de D. W. Griffith et Lillian Gish
- 1920 : Little Miss Rebellion de George Fawcett
- 1920 : L'Envolée (Flying Pat) de F. Richard Jones
- 1921 : Un revenant plein d'esprit (The Ghost in the Garret) de F. Richard Jones
- 1921 : Les Deux Orphelines (Orphans of the Storm) de D. W. Griffith
- 1922 : The Country Flapper de F. Richard Jones
- 1923 : Le Vengeur (Fury) de Henry King
- 1923 : Le Châle aux fleurs de sang (The Bright Shawl'') de John S. Robertson
- 1924 : Romola de Henry King
- 1925 : Le Démon de minuit (Night Life of New York) d'Allan Dwan
- 1925 : The Beautiful City de Kenneth S. Webb
- 1925 : Le Corsaire aux jambes molles (Clothes make the Pirate) de Maurice Tourneur
- 1926 : Nell Gwynne de Herbert Wilcox
- 1926 : London de Herbert Wilcox
- 1927 : Tip Toes (ou Tiptoes) de Herbert Wilcox
- 1927 : Madame Pompadour (en) d'Herbert Wilcox
- 1930 : Wolves d'Albert de Courville
- 1944 : Our Hearts were Young and Gay de Lewis Allen
- 1946 : Quadrille d'amour (Centennial Summer) d'Otto Preminger
- 1951 : The Whistle at Eaton Falls de Robert Siodmak
- 1963 : Le Cardinal (The Cardinal) d'Otto Preminger

## Théâtre à Broadway (intégrale)
(pièces)
- 1928-1929 : Young Love, de Samson Raphaelson, mise en scène de George Cukor
- 1930 : Le Revizor (The Inspector General), de Nicolas Gogol, adaptation de John Anderson, avec Romney Brent, J. Edward Bromberg, Eduardo Ciannelli, Edward Rigby
- 1931 : Getting Married, de George Bernard Shaw, avec Romney Brent, Ernest Cossart, Henry Travers, Helen Westley
- 1931 : The Streets of New York, or Poverty is no Crime, de Dion Boucicault, avec Romney Brent
- 1931 : Les Soutiens de la société (Pillars of Society), d'Henrik Ibsen, avec Romney Brent, Edgar Stehli
- 1931-1932 : The Bride the Sun Shines On, de Will Cotton, avec Henry Hull
- 1932 : Foreign Affairs, de Paul Hervey Fox (en) et George Tilton, avec Jean Arthur, Carl Benton Reid, Henry Hull, J. Edward Bromberg
- 1932-1933 : Autumn Crocus, de C.L. Anthony
- 1934 : By Your Leave, de Gladys Hurlbut et Emma Wells, avec Esther Dale, Josephine Hull, Howard Lindsay
- 1934 : Brittle Heaven, de Vincent York et Frederik Pohl, avec Albert Dekker
- 1936 : Mainly for Lovers, de Philip Johnson, avec Leo G. Carroll
- 1938 : Missouri Legend, d'E.B. Ginty, avec Russell Collins, James Craig, Dan Duryea, José Ferrer, Dean Jagger, Karl Malden, Mildred Natwick, Joseph Sweeney
- 1939-1940 : Morning's at Seven, de Paul Osborn, mise en scène de Joshua Logan, avec Jean Adair, John Alexander, Thomas Chalmers, Russell Collins, Enid Markey
- 1940 : Amour pour amour (Love for Love), de William Congreve, avec Romney Brent, Thomas Chalmers, Leo G. Carroll, Walter Hampden, Edgar Stehli
- 1942 : The Great Big Doorstep, de Frances Goodrich et Albert Hackett, avec Louis Calhern
- 1946 : The Magnificent Yankee, d'Emmet Lavery, avec Edgar Barrier, Louis Calhern (adaptée au cinéma en 1950)
- 1947 : The Story of Mary Surratt, de John Patrick (également metteur en scène), avec Kent Smith
- 1950 : The Man, de Mel Dinelli, mise en scène de Martin Ritt, avec Richard Boone

## Dédicace
Le film de François Truffaut, La Nuit américaine (1973), hommage au cinéma, est spécialement dédié à Dorothy Gish et sa sœur Lillian.